# Daun (Verbandsgemeinde)
Pour les articles homonymes, voir Daun.
Daun est une Verbandsgemeinde (collectivité territoriale) de l'arrondissement de Vulkaneifel dans la Rhénanie-Palatinat en Allemagne. Le siège de cette Verbandsgemeinde est dans la ville de Daun.
La Verbandsgemeinde de Daun consiste en cette liste d'Ortsgemeinden (municipalités locales) :

Localisation du Verbandsgemeinde de Daun dans l'arrondissement de Vulkaneifel

| 1. Betteldorf 2. Bleckhausen 3. Brockscheid 4. Darscheid 5. Daun 6. Demerath 7. Deudesfeld 8. Dockweiler 9. Dreis-Brück 10. Ellscheid 11. Gefell 12. Gillenfeld 13. Hinterweiler 14. Hörscheid 15. Immerath 16. Kirchweiler 17. Kradenbach 18. Mehren 19. Meisburg | 1. Mückeln 2. Nerdlen 3. Niederstadtfeld 4. Oberstadtfeld 5. Sarmersbach 6. Saxler 7. Schalkenmehren 8. Schönbach 9. Schutz 10. Steineberg 11. Steiningen 12. Strohn 13. Strotzbüsch 14. Udler 15. Üdersdorf 16. Utzerath 17. Wallenborn 18. Weidenbach 19. Winkel (Eifel) |